# Vulcanodontidae
Die Vulcanodontidae ist eine Familie primitiver sauropoder Dinosaurier. Ursprünglich wurde sie von Cooper (1984) aufgestellt, um die frühen Sauropoden Vulcanodon und Barapasaurus zusammenzufassen. In den Folgejahren wurden der Vulcanodontidae weitere Gattungen vorläufig zugeschrieben.
Nach jüngeren Analysen (Upchurch, 1995) wurde jedoch die Gültigkeit der Familie in Frage gestellt, da Barapasaurus viel näher mit späteren Sauropoden verwandt war als mit Vulcanodon. Barapasaurus wurde nun innerhalb der Gruppe der Eusauropoden klassifiziert, eine Gruppe, die alle Sauropoden mit einschließt, außer sehr basale Gattungen wie Vulcanodon.
Im Jahr 2004 wurde der neue, sehr urtümliche Sauropode Tazoudasaurus beschrieben, wobei deutliche Ähnlichkeiten mit Vulcanodon festgestellt wurden. Um diese Ähnlichkeiten zu untermauern, definierten diese Forscher die Vulcanodontidae neu als Schwestergruppe der Eusauropoden, die Vulcanodon und Tazoudasaurus umfasst. Heutige Autoren folgen jedoch diesen Vorschlag meistens nicht und betrachten die Vulcanodontidae damit weiterhin als ungültig. In der folgenden Beschreibung bezeichnet die Vulcanodontidae die Gruppierung Vulcanodon–Tazoudasaurus.

## Beschreibung und Systematik
Sowohl Vulcanodon als auch Tazoudasaurus sind durch verhältnismäßig gute Skelettfunde bekannt: Während von Vulcanodon ein Teilskelett aus Simbabwe bekannt ist, kennt man von Tazoudasaurus zwei Teilskelette aus dem Hohen Atlas von Marokko. Tazoudasaurus ist darüber hinaus der einzige bisher gefundene Nicht-Eusauropode, von dem gutes Schädelmaterial bekannt ist. Obwohl früher vermutet wurde, dass Vulcanodon aus dem Hettangium stammt, zeigen neue Studien, dass er tatsächlich aus dem Toarcium stammt; damit ist er ein Zeitgenosse von Tazoudasaurus.
Beide Gattungen gehören zu den primitivsten Sauropoden, die bekannt sind, und zeigen noch viele Merkmale, die sonst nur bei Prosauropoden gefunden wurden. So zeigen die guterhaltenen Schädelüberreste von Tazoudasaurus noch einen nach vorne spitz zulaufenden Schädel, wobei die sich nicht überlappenden Zähne über die gesamte Länge des Unterkiefers verliefen. Spätere Sauropoden hatten eine gerundete Schnauze mit sich überlappenden Zähnen, die sich meist nur im vorderen Bereich des Kiefers befinden. Obwohl es sich bei Tazoudasaurus und Vulcanodon definitiv um quadrupede (vierbeinige) Tiere handelt, waren die Mittelfußknochen (Metatarsalia) von Vulcanodon im Vergleich zu denen anderer Sauropoden sehr lang (mehr als ein Drittel der  Tibialänge) und ähneln damit denen der Prosauropoden und Theropoden. Eusauropoden hatten, als weitere Anpassung an eine vierfüßige Lebensweise, lediglich kurze Mittelfußknochen (ein Viertel der Tibialänge), die fast horizontal auflagen (semidigitigrade). Sowohl Vulcanodon als auch Tazoudasaurus zeichnen sich durch einige gemeinsame primitive Merkmale (Plesiomorphien) aus, die bei anderen Sauropoden unbekannt sind; zum Beispiel sind die Zehenknochen länger als breit, und das untere Ende des Pubis (Schambeins) zeigt eine schräge, schürzenähnliche Struktur.

## Weitere Gattungen, die traditionell der Vulcanodontidae zugeschrieben werden
Es existiert eine Anzahl weiterer Gattungen, die traditionell der Vulcanodontidae zugeordnet werden. Viele dieser Gattungen gelten als Nomen dubium, ihre Gültigkeit ist also unsicher – darunter sind der nur durch einen Kiefer bekannte Chinshakiangosaurus, der durch ein Teilskelett bekannte Kunmingosaurus und der durch drei fragmentarische Knochen bekannte Zizhongosaurus. Die Stellung dieser Gattungen bleibt unklar.
Der in Deutschland gefundene, durch Beinknochen bekannte Zwergsauropode Ohmdenosaurus gilt zwar meistens als gültige Gattung, seine Stellung außerhalb der Eusauropoden ist jedoch lediglich provisorisch. Kotasaurus aus Indien wurde erst kürzlich in phylogenetischen Studien mit einbezogen und gilt demnach als ein primitiver Sauropode außerhalb der Eusauropoda.